# Tino Danieli

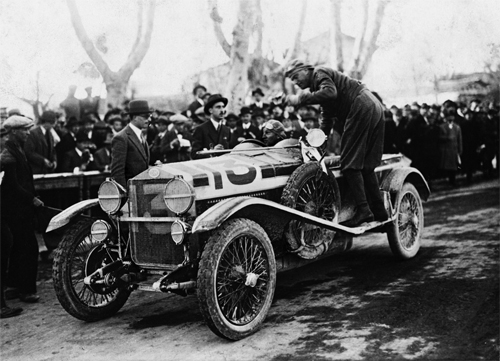
Der OM 665 Superba von Tino Danieli und Renato Balestrero bei der Mille Miglia 1927

Tino Danieli, in einigen Quellen auch Timo Danieli, (* 4. Juni 1887 in Buttrio; † 2. November 1959 in Udine) war ein italienischer Autorennfahrer und Unternehmer sowie der Bruder von Mario Danieli.

## Karriere als Rennfahrer
Tino Danieli war in den 1920er-Jahren als Werksfahrer von Officine Meccaniche aktiv. Sein größter Erfolg war 1927 der zweite Gesamtrang bei der ersten Mille Miglia der Motorsportgeschichte. Danieli gehörte zur Werksmannschaft von OM, die drei OM 665 Sport für das 1000-Meilen-Rennen gemeldet hatte. Tino Danieli fuhr gemeinsam mit Renato Balestrero und kam nach einer Fahrzeit von 21:20:53,600 Stunden mit einem Rückstand von 15 Minuten auf die Teamkollegen Ferdinando Minoia und Giuseppe Morandi ins Ziel. Weitere 8 Minuten dahinter wurden sein Bruder Mario und Archimede Rosa als Dritte abgewinkt. 1930 beendete er das Rennen an der 30. Stelle der Schlusswertung.
Zweimal startete er für OM beim 24-Stunden-Rennen von Le Mans. 1924 erreichte er den vierten Gesamtrang und einen Klassensieg. 1925 wurde er Gesamtfünfter. Beide Male war sein Bruder sein Teamkollege.

## Unternehmer
Gemeinsam mit seinem Bruder Mario gründete er 1914 ein Unternehmen, aus dem später der Stahlbaukonzern Danieli wurde.

## Statistik

### Le-Mans-Ergebnisse
| Jahr | Team                | Fahrzeug               | Teamkollege   | Platzierung            | Ausfallgrund |
| ---- | ------------------- | ---------------------- | ------------- | ---------------------- | ------------ |
| 1925 | Officine Meccaniche | O.M. Tipo 665S Superba | Mario Danieli | Rang 4 und Klassensieg |              |
| 1926 | Officine Meccaniche | O.M. Tipo 665S Superba | Mario Danieli | Rang 5                 |              |